# Drăgotești, Gorj
Drăgotești là một xã thuộc hạt Gorj, România. Dân số thời điểm năm 2002 là 2724 người.